# 6116 Still
För andra betydelser, se Still (olika betydelser).
6116 Still eller 1984 UB3 är en asteroid i huvudbältet som upptäcktes den 26 oktober 1984 av den amerikanske astronomen Edward L.G. Bowell vid Anderson Mesa Station. Den är uppkallad efter den amerikanske kompositören William Grant Still.
Asteroiden har en diameter på ungefär 9 kilometer.